# Lista fostelor comune din Finlanda
Aceasta este lista fostelor comune din Finlanda.
Cuprins: A B C D E
F G H I J K L M
N O P Q R S T U
V W X Y Z Ä Ö

## A
- Ahlainen (Vittisbofjärd) – a devenit parte a comunei Pori în 1972
- Aitolahti (Aitolax) – a devenit parte a comunei Tampere în 1966
- Akaa (Ackas) – a fost divizată în 1946 între Toijala, Kylmäkoski, Sääksmäki și Viiala. Denumirea a fost re-introdusă în 2007, când comunele Toijala și Viiala au fost unite
- Alahärmä – unită cu Kauhava în 2009
- Alastaro - unită cu Loimaa în 2009
- Alatornio (Nedertorneå) – a devenit parte a comunei Tornio în 1973
- Alaveteli (Nedervetil) – unită cu Kronoby în 1969
- Angelniemi – a devenit parte a comunei Halikko în 1967
- Anjala – comunele Anjala și Sippola au fost unite în 1975 pentru a forma orașul-târg Anjalankoski
- Antrea (S:t Andree) – a fost anexată de URSS în 1944
- Anttola – a devenit parte a comunei Mikkeli în 2001
- Askainen (Villnäs) – unită cu Masku în 2009
- Artjärvi (Artsjö) – unită cu Orimattila în 2011

## B
- Bergö – a devenit parte a comunei Malax în 1975
- Björköby – a devenit parte a comunei Korsholm în 1973
- Bromarf – unită cu Tenala (partea de cu Hanko) în 1977

## D
- Degerby – unită cu Ingå (fi. Inkoo) in 1946
- Dragsfjärd – unită cu Kimito și Västanfjärd pentru a forma comuna Kimitoön în 2009

## E
- Ekenäs (fin. Tammisaari) – unită cu Karis și Pohja (în suedeză Pojo) pentru a forma comuna Raseborg în 2009
- Ekenäs landskommun – unită cu Ekenäs în 1977
- Elimäki (Elimä) – unită cu Kouvola în 2009
- Eno – unită cu Joensuu în 2009
- Eräjärvi – a devenit parte a comunei Orivesi în 1973
- Esse – a devenit parte a comunei Pedersöre în 1977
- Etelä-Pirkkala (în suedeză Södra Birkkala) – denumirea comunei Pirkkala (în suedeză Birkala) in 1922–1938

## H
- Haagan kauppala (în suedeză Haga köping) – a devenit parte a comunei Helsinki (în suedeză Helsingfors în 1946
- Haapasaari – a devenit parte a comunei Kotka în 1974
- Halikko – unită cu Salo în 2009
- Harlu – a fost anexată de URSS în 1944
- Hauho – unită cu Hämeenlinna (în suedezăTavastehus) in 2009
- Haukivuori – a devenit parte a orașului Mikkeli (în suedeză S:t Michel) in 2007
- Heinjoki – a fost anexată de URSS în 1944
- Heinolan maalaiskunta (în suedeză Heinola landskomun) and Heinola were consolidated as Heinola în 1997
- Helsingin maalaiskunta (Helsinge landskommun) – redenumită în Vantaa (în suedeză Vanda) în 1972, păți din comună au fost alipite la Helsinki în 1946 cu excepția lui Vuosaari (în suedeză Nordsjö), care a fost alipit în 1966
- Himanka (în suedeză Himango) – unită cu Kalajoki în 2010
- Hiitola – a fost anexată de URSS în 1944
- Hinnerjoki – a devenit parte a comunei Eura în 1970
- Honkajoki – a fost absorbită de Kankaanpää la 1 ianuarie 2021
- Honkilahti (Honkilax) – a devenit parte a comunei Eura în 1970
- Houtskär – unită cu Iniö, Korpo, Nagu și Pargas pentru a forma comuna Väståboland
- Huopalahti (în suedeză Hoplax) – a devenit parte a comunei Helsinki (în suedeză Helsingfors) în 1946
- Hyvinkään maalaiskunta (Hyvinge landskommun) – a devenit parte a comunei Hyvinkää (în suedeză Hyvinge) în 1969
- Hämeenkoski – a fost absorbită de Hollola la 1 ianuarie 2016[1][2]
- Hämeenlinnan maalaiskunta (Tavastehus landskommun) – a fost divizată în anul 1948 în Hämeenlinna (în suedeză Tavastehus), Renko și Vanaja (în suedeză Vånå)

## I
- Impilahti (Imbilax) – a fost anexată de URSS în 1944, în prezent parte din Pitkyaranta
- Iniö – unită cu Houtskär, Korpo, Nagu și Pargas pentru a forma comuna Väståboland. Redenumit în 2011 în Pargas

## J
- Jaakkima – a fost anexată de URSS în 1944
- Jaala – unită cu Kouvola în 2009
- Jalasjärvi – a fost absorbită de Kurikka la 1 ianuarie 2016
- Jeppo – unită cu Nykarleby în 1975
- Johannes (în suedeză S:t Johannes) – a fost anexată de URSS în 1944
- Joutseno – unită cu Lappeenranta (în suedeză Villmanstrand) în 2009
- Juankoski – a fost absorbită de Kuopio în 2017[3]
- Jurva – unită cu Kurikka în 2009
- Jyväskylän maalaiskunta (Jyväskylä landskommun) – unită cu Jyväskylä în 2009
- Jämsänkoski – unită cu Jämsä în 2009
- Jäppilä – a devenit parte a comunei Pieksänmaa în 2004, împreună cu Pieksämäen maalaiskunta și Virtasalmi
- Jääski – a fost parțial anexată de URSS în 1944, restul comunei a fost încorporat în Imatra, Joutseno și Ruokolahti (în suedeză Ruokolax) în 1948

## K
- Kaarlela (în suedeză Karleby) – a devenit parte a orașului Kokkola (în suedeză Karleby) in 1977
- Kajaanin maalaiskunta (Kajana landskommun) – a devenit parte a orașului Kajaani (în suedeză Kajana) in 1977
- Kakskerta – unită cu Turku în 1968
- Kalanti (în suedeză Kaland) (cunoscută în trecut și ca Uusikirkko Tl (Nykyrka).) – a devenit parte a orașului Uusikaupunki (în suedeză Nystad în 1993
- Kalvola – unită cu Hämeenlinna în 2009
- Kangaslampi – a devenit parte a orașului Varkaus în 2005
- Kanneljärvi – a fost anexată de URSS în 1944
- Karhula – a devenit parte a orașului Kotka în 1977
- Karinainen  (Karinais) – a fost unită cu Pöytyä în 2005 pentru a forma comuna Pöytyä (în suedeză Pöytis)
- Karis – unită cu Ekenäs și Pohja (în suedeză Pojo) pentru a forma comuna Raseborg în 2009
- Karis landskommun – unită cu Karis în 1969
- Karjala – a devenit parte a comunei Mynämäki (în suedeză Virmo) în 1977
- Karkku (cunoscută anterior ca Sastamala) – a devenit parte a orașului Vammala în 1973
- Karttula – unită cu Kuopio în 2011
- Karuna – a devenit parte a comunei Sauvo (în suedeză Sagu) in 1969
- Karunki (Karungi) – a devenit parte a orașului Tornio in 1973
- Kaukola – a fost anexată de URSS în 1944
- Kauvatsa – a devenit parte a comunei Kokemäki în 1969
- Keikyä – a format Äetsä împreună cu Kiikka în 1981
- Kemin maalaiskunta (Kemi landskommun) – redenumită în Keminmaa în 1979
- Kerimäki – unită cu Savonlinna în 2013
- Kestilä – unită cu Piippola, Pulkkila și Rantsila pentru a forma comuna Siikalatva în 2009
- Kiihtelysvaara – a devenit parte a orașului Joensuu în 2005
- Kiikala – unită cu Salo în 2009
- Kiikka – a format Äetsä împreună cu Keikyä, în 1981
- Kimito – unită cu Dragsfjärd și Västanfjärd pentru a forma comuna Kimitoön în 2009
- Kirvu – a fost anexată de URSS în 1944
- Kisko – unită cu Salo în 2009
- Kiukainen (în suedeză Kiukais) – unită cu Eura în 2009
- Kivennapa (în suedeză Kivinebb – a fost anexată de URSS în 1944
- Kodisjoki – a devenit parte a orașului Rauma (în suedeză Raumo) in 2007
- Koijärvi – a fost divizată în Forssa și Urjala în 1969
- Koivisto (în suedeză Björkö, Vl) – a fost anexată de URSS în 1944
- Koiviston mlk (Björkö landskommun Vl) – a fost anexată de URSS în 1944
- Konginkangas – a devenit parte a comunei Äänekoski în 1993
- Korpilahti (în suedeză Korpilax) – unită cu Jyväskylä în 2009
- Korpiselkä – a fost parțial anexată de URSS în 1944, restul a fost încorporat în Tuupovaara în 1946
- Korpo – unită cu Houtskär, Iniö, Nagu și Pargas pentru a forma comuna Väståboland
- Kortesjärvi – unită cu Kauhava în 2009
- Koskenpää – a devenit parte a comunei Jämsänkoski în 1969
- Koski Hl. – redenumită în Hämeenkoski în 1995
- Kuhmalahti (în suedeză Kuhmalax) – unită cu Kangasala în 2011
- Kuivaniemi – a devenit parte a comunei Ii (în suedeză Ijo) în 2007
- Kullaa – a devenit parte a comunei Ulvila (în suedeză Ulvsby) in 2005
- Kulosaari (în suedeză Brändö) – a devenit parte a comunei Helsinki (în suedeză Helsingfors în 1946
- Kuolajärvi – renamed as Salla în 1936
- Kuolemajärvi – a fost anexată de URSS în 1944
- Kuopion maalaiskunta (Kuopio landskommun) – majoritatea comunei a fost inclusă în Kuopio, iar restul în Siilinjärvi în 1969
- Kuorevesi – a devenit parte a comunei Jämsä în 2001
- Kurkijoki (în suedeză Kronoborg) – a fost anexată de URSS în 1944
- Kuru – unită cu Ylöjärvi în 2009
- Kuusankoski – unită cu Kouvola în 2009
- Kuusjoki – unită cu Salo în 2009
- Kuusjärvi – redenumită în Outokummun kauppala în 1968
- Kvevlax became part of Korsholm în 1973
- Kylmäkoski – unită cu Akaa (în suedeză Ackas) in 2011
- Kymi (în suedeză Kymmene) – a devenit parte a orașului Kotka în 1977
- Kyyrölä – a devenit parte a comunei Muolaa în 1934
- Käkisalmen mlk (în suedeză Kexholms landskommun) – a fost anexată de URSS în 1944
- Käkisalmi (în suedeză Kexholm)  – a fost anexată de URSS în 1944
- Kälviä (în suedeză Kelviå) – unită cu Kokkola (în suedeză Karleby) in 2009
- Köyliö – a fost absorbită de Säkylä la 1 ianuarie 2016[4]

## L
- Lahdenpohja – a fost anexată de URSS în 1944
- Lammi – unită cu Hämeenlinna (în suedeză Tavastehus) in 2009
- Lappee – a devenit parte a orașului Lappeenranta (în suedeză Villmanstrand în 1967
- Lappi – unită cu Rauma (în suedeză Raumo) in 2009
- Lappfjärd – a devenit parte a orașului Kristinestad în 1973
- Lauritsala – unită cu Lappeenranta (în suedeză Villmanstrand în 1967
- Lavansaari (în suedeză Lövskär) – a fost anexată de URSS în 1944
- Lavia – a fost absorbită de Pori la 1 ianuarie 2015
- Lehtimäki -  unită cu Alajärvi în 2009
- Leivonmäki – a devenit parte a comunei Joutsa în 2008
- Lemu – unită cu Masku în 2009
- Liljendal – unită cu Loviisa (în suedeză Lovisa) in 2010
- Lohjan kunta (în suedeză Lojo kommun) și Lohja au fost unite pentru a forma comuna Lohja în 1997
- Lohjan maalaiskunta (în suedeză Lojo landskommun) – redenumită în Lohjan kunta în 1978
- Lohtaja (în suedeză Lochteå) – unită cu Kokkola (în suedeză Karleby) in 2009
- Loimaan kunta (în suedeză Loimijoki) și Loimaa au fost unite pentru a forma comuna Loimaa în 2005
- Loimaan maalaiskunta (Loimijoki landskommun) – redenumită în Loimaan kunta în 1978
- Lokalahti (Lokalax) – a devenit parte a orașului Uusikaupunki (în suedeză Nystad) în 1981
- Lumivaara – a fost anexată de URSS în 1944
- Luopioinen (Luopiois) – a devenit parte a comunei Pälkäne în 2007
- Luvia – a fost absorbită de Eurajoki la 1 ianuarie 2017
- Längelmäki – divizată în 2007 în Jämsä și Orivesi

## M
- Maaninka – a fost absorbită de Kuopio la 1 ianuarie 2015
- Maaria (în suedeză S:t Marie) – a devenit parte a orașului Turku (în suedeză Åbo) in 1967
- Maxmo (Maksamaa) – unită cu Vörå pentru a forma comuna Vörå-Maxmo în 2007
- Mellilä – unită cu Loimaa în 2009
- Merimasku – unită cu Naantali (în suedeză Nådendal, lat. Vallis Gratia)in 2009
- Messukylä (în suedeză Messoby) – a devenit parte a orașului Tampere (în suedeză Tammerfors în 1947
- Metsämaa – a devenit parte a comunei Loimaan kunta în 1976
- Metsäpirtti – a fost anexată de URSS în 1944
- Mietoinen (Mietois) – a devenit parte a comunei Mynämäki în 2007
- Mikkelin maalaiskunta (S:t Michels landskommun) – a devenit parte a orașului Mikkeli în 2001
- Mouhijärvi – unită cu Äetsä și Vammala pentru a forma comuna Sastamala în 2009
- Munsala – unită cu Nykarleby în 1975
- Muolaa – a fost anexată de URSS în 1944
- Muurla – unită cu Salo în 2009
- Muuruvesi – a devenit parte a comunei Juankoski în 1971
- Mänttä – unită cu Vilppula (Filpula) în 2009. Vilppula a fost redenumită în Mänttä-Vilppula (în suedeză Mänttä-Filpula).

## N
- Naantalin maalaiskunta (Nådendals landskommun) – a devenit parte a orașului Naantali (în suedeză Nådendal) în 1964
- Nagu – unită cu Pargas, Houtskär, Iniö și Korpo pentru a forma orașul Väståboland
- Nastola – a fost absorbită de Lahti on 1 January 2016.[1][5]
- Nedervetil (Alaveteli) – unită cu Kronoby în 1969
- Noormarkku (în suedeză Norrmark) – unită cu Pori (în suedeză Björneborg) in 2010
- Nuijamaa – a devenit parte a orașului Lappeenranta (în suedeză Villmanstrand) in 1989
- Nummi – a fost unită cu Pusula pentru a forma comuna Nummi-Pusula în 1981
- Nurmeksen maalaiskunta (Nurmes landskommun) a devenit parte a orașului Nurmes în 1973
- Nurmo – unită cu Seinäjoki în 2009
- Nykarleby landskommun – unită cu Nykarleby în 1975

## O
- Oravais – unită cu Vörå-Maxmo pentru a forma comuna Vörå în 2011
- Oulujoki (în suedeză Uleälv) – divizată în 1965. Majoritatea a fost unită cu Oulu (în suedeză Uleåborg), iar alte părți cu Haukipudas, Kempele, Kiiminki (în suedeză Kiminge), Oulunsalo (în suedeză Uleåsalo), Tyrnävä, Utajärvi și Ylikiiminki (în suedeză Överkiminge).
- Oulunkylä (în suedeză Åggelby) – a devenit parte a orașului Helsinki (în suedeză Helsingfors) în 1946

## P
- Paattinen (în suedeză Pattis) – a devenit parte a orașului Turku (în suedeză Åbo) in 1973
- Paavola – a fost unită cu Revonlahti (în suedeză Revolax] pentru a forma comuna Ruukki în 1973
- Pargas – unită cu Houtskär, Iniö, Nagu și Korpo pentru a forma comuna Väståboland
- Pattijoki – a devenit parte a orașului Raahe (în suedeză Brahestad) in 2003
- Perniö (în suedeză Bjärnå) – unită cu Salo în 2009
- Pertteli (S:t Bertils) – unită cu Salo în 2009
- Peräseinäjoki și Seinäjoki au fost unite pentru a forma orașul Seinäjoki în 2005
- Pernå – unită cu Loviisa în 2010
- Petalax – unită cu Malax în 1973
- Petsamo – a fost anexată de URSS în 1944
- Pieksämä – denumirea lui Pieksämäki în 1930–1948
- Pieksämäen maalaiskunta (Pieksämäki landskommun) – unită cu Jäppilä și Virtasalmi pentru a forma comuna Pieksänmaa în 2004
- Pieksänmaa – a devenit parte a orașului Pieksämäki în 2007
- Pielisensuu – a devenit parte a orașului Joensuu în 1954
- Pielisjärvi – a devenit parte a comunei Lieksa în 1973
- Pietarsaaren maalaiskunta – denumirea finlandeză a lui Pedersöre până în 1989
- Pihlajavesi – a devenit parte a comunei Keuruu în 1969
- Piikkiö (Pikis) – unită cu Kaarina în 2009
- Piippola – unită cu Kestilä, Pulkkila și Rantsila pentru a forma comuna Siikalatva în 2009
- Pohja (Pojo– unită cu Ekenäs și Karis pentru a forma comuna Raseborg
- Pohjaslahti – unit parțial cu Vilppula și parțial cu Virrat în 1973
- Pohjois-Pirkkala – redenumit în Nokia în 1938
- Porin maalaiskunta (Björneborgs landskommun) – a devenit parte a orașului Pori în 1967
- Pörtom – unită cu Närpes în 1973
- Porvoon maalaiskunta (Borgå landskommun) și Porvoo au format orașul Porvoo în 1997
- Pulkkila – unită cu Kestilä, Piippola și Rantsila pentru a forma comuna Siikalatva în 2009
- Punkaharju – unită cu Savonlinna în 2013
- Purmo – unită cu Pedersöre în 1977
- Pusula – unită cu Nummi pentru a forma comuna Nummi-Pusula în 1981
- Pyhäjärvi Vpl – a fost anexată de URSS în 1944
- Pyhäjärvi Ol – redenumită în Pyhäsalmi în 1993, iar apoi în Pyhäjärvi în 1996
- Pyhäjärvi Ul – a devenit parte a comunei Karkkila în 1969
- Pyhämaa – a devenit parte a orașului Uusikaupunki în 1974
- Pyhäsalmi – denumirea lui Pyhäjärvi în 1993–1996
- Pyhäselkä – unită cu Joensuu în 2009
- Pylkönmäki – unită cu Saarijärvi în 2009
- Pälkjärvi – a fost parțial anexată de URSS în 1944, restul a fost încorporat în Tohmajärvi în 1946

## R
- Räisälä – a fost anexată de URSS în 1944
- Rantsila (Frantsila) – unită cu Kestilä, Piippola și Pulkkila pentru a forma comuna Siikalatva în 2009
- Rauman maalaiskunta (Raumo landskommun) – a devenit parte a orașului Rauma în 1993
- Rautio – a devenit parte a comunei Kalajoki în 1973
- Rautu – a fost anexată de URSS în 1944
- Renko (Rengo) – unită cu Hämeenlinna în 2009
- Replot – a devenit parte a comunei Korsholm în 1973
- Revonlahti (Revonlax) – unită cu Paavola pentru a forma comuna Ruukki în 1973
- Riistavesi – a devenit parte a orașului Kuopio în 1973
- Ristiina – a devenit parte a orașului Mikkeli (în suedeză S:t Michel) in 2013
- Rovaniemen maalaiskunta (Roavniemi landskommun) – a fost unită cu Rovaniemi to forma orașul Rovaniemi în 2006
- Ruotsinpyhtää (Strömfors) – unită cu Loviisa în 2010
- Ruskeala – a fost anexată de URSS
- Ruukki – a devenit parte a comunei Siikajoki în 2007
- Rymättylä (Rimito) – unită cu Naantali în 2009

## S
- Saari – unită cu Parikkala and Uukuniemi pentru a forma comuna Parikkala în 2005
- Sahalahti (Sahalax) – a devenit parte a comunei Kangasala în 2005
- Säkkijärvi – a fost parțial anexată de URSS în 1944, restul a fost încorporat în Miehikkälä și Ylämaa în 1946
- Sakkola – a fost anexată de URSS în 1944
- Salmi – a fost anexată de URSS în 1944
- Saloinen (Salois) (cunoscută ca Salo până în 1913) – a devenit parte a orașului Raahe (Brahestad) în 1973
- Sammatti – unită cu Lohja în 2009
- Sastamala – denumirea veche pentru Karkku. Denumirea a fost re-introdusă în 2009, când Äetsä, Mouhijärvi și Vammala au fost unite.
- Savonranta – unită cu Savonlinna în 2009
- Säyneinen – a devenit parte a comunei Juankoski în 1971
- Seinäjoen maalaiskunta (Seinäjoki landskommun) – a devenit parte a comunei Seinäjoki în 1959
- Seiskari (Seitskär) – a fost anexată de URSS în 1944
- Sideby – a devenit parte a orașului Kristinestad în 1973
- Simpele – a fost parțial anexată de URSS în 1944, restul a fost încorporat în Rautjärvi în 1973
- Sippola – a fost unită cu Anjala pentru a forma comuna Anjalankosken kauppala în 1975
- Snappertuna – majoritatea comunei a fost inclusă în Ekenäs, iar restul în Karis în 1977
- Somerniemi (Sommarnäs) – a devenit parte a comunei Somero în 1977
- Soanlahti – a fost anexată de URSS în 1944
- Solf – partea de pe uscat a devenit parte din Korsholm în 1973
- Sortavala (Sordavala) – a fost anexată de URSS în 1944
- Sortavalan mlk (Sordavala landskommun) – a fost anexată de URSS în 1944
- Suistamo – a fost anexată de URSS în 1944
- Sumiainen (Sumiais) – a devenit parte a orașului Äänekoski together with Suolahti în 2007
- Sundom – a devenit parte a orașului Vaasa în 1973
- Suodenniemi – a devenit parte a orașului Vammala în 2007
- Suojärvi – a fost anexată de URSS în 1944
- Suolahti – a devenit parte a orașului Äänekoski together with Sumiainen în 2007
- Suomenniemi – a devenit parte a orașului Mikkeli (în suedeză S:t Michel) in 2013
- Suomusjärvi – unită cu Salo în 2009
- Suoniemi – a devenit parte a orașului Nokia în 1973
- Suursaari – a fost anexată de URSS în 1944
- Särkisalo (Finby) – unită cu Salo în 2009
- Säräisniemi – o parte din Utajärvi a fost alipită la Säräisniemi pentru a forma comuna Vaala în 1954
- Säynätsalo – a devenit parte a orașului Jyväskylä în 1993
- Sääksmäki – a devenit parte a comunei Valkeakoski în 1973
- Sääminki (Säminge) – majoritatea comunei a fost încorporată în Savonlinna iar restul în Punkaharju în 1973

## T
- Tarvasjoki – a fost absorbită de Lieto la 1 ianuarie 2015
- Teisko – a fost divizată în Tampere și Kuru în 1972
- Temmes – a devenit parte a comunei Tyrnävä în 2001
- Tenala – a devenit parte a orașului Ekenäs în 1993
- Terijoki – a fost anexată de URSS în 1944
- Terjärv – unită cu Kronoby în 1969
- Toijala – unită cu Viiala pentru a forma comuna Akaa în 2007
- Tottijärvi – a devenit parte a orașului Nokia în 1976
- Turtola – redenumită în Pello în 1949
- Tuulos – unită cu Hämeenlinna în 2009
- Tuupovaara – a devenit parte a orașului Joensuu în 2005
- Tyrvää (Tyrvis) – a devenit parte a comunei Vammala în 1973, inițial Vammala a fost separată de Tyrvää în 1915
- Tyrväntö – a devenit parte a comunei Hattula în 1971
- Tytärsaari – a fost anexată de URSS în 1944
- Töysä – unită cu Alavus în 2013

## U
- Ullava – unită cu Kokkola în 2009
- Uudenkaupungin maalaiskunta (Nystads landskommun) – a devenit parte a orașului Uusikaupunki în 1969
- Uukuniemi – unită cu Parikkala and Saari pentru a forma comuna Parikkala în 2005
- Uusikirkko (Nykyrka) – a fost anexată de URSS în 1944
- Uusikirkko Tl (Nykyrka Åbo län) – redenumită în Kalanti în 1936, a devenit parte a orașului Uusikaupunki în 1993
- Uskela – a devenit parte a comunei Salo în 1967

## V
- Vahto – unită cu Rusko în 2009
- Vahviala – a fost anexată parțial de URSS în 1944, restul a fost încorporat în Lappee și Ylämaa în 1946
- Valkjärvi – a fost anexată de URSS în 1944
- Valkeala – unită cu Kouvola în 2009
- Valtimo – a fost absorvită de Nurmes la 1 ianuarie 2020
- Vammala – unită cu Äetsä și Mouhijärvi pentru a forma Sastamala în 2009
- Vampula – unită cu Huittinen în 2009
- Vanaja (Vånå) – a fost divizată în Hämeenlinna, Hattula, Janakkala și Renko în 1967
- Varpaisjärvi – unită cu Lapinlahti în 2011
- Vehkalahti (Veckelax) – a devenit parte a orașului Hamina în 2003
- Vehmersalmi – a devenit parte a orașului Kuopio în 2005
- Velkua – unită cu Naantali in 2009
- Viiala – unită cu Toijala pentru a forma comuna Akaa în 2007
- Viipuri (Swedish: Viborg) – a fost anexată de URSS în 1944
- Viipurin mlk (Viborgs landskommun) – a fost anexată de URSS în 1944
- Viljakkala – a devenit parte a orașului Ylöjärvi în 2007
- Vilppula (Filpula) – unită cu Mänttä pentru a forma comuna Mänttä-Vilppula în 2009
- Virtasalmi – unită cu Pieksämäen maalaiskunta și Jäppilä pentru a forma comuna Pieksänmaa
- Vörå (Vöyri) – unită cu Maxmo pentru a forma comuna Vörå-Maxmo în 2007
- Vörå-Maxmo – unită cu Oravais pentru a forma comuna Vörå în 2011
- Vuoksela – a fost anexată de URSS în 1944
- Vuoksenranta – a fost anexată de URSS în 1944
- Vuolijoki – a devenit parte a orașului Kajaani în 2007
- Värtsilä – a fost anexată parțial de URSS în 1944, restul a fost unită cu Tohmajärvi pentru a forma comuna Tohmajärvi în 2005
- Västanfjärd – unită cu Dragsfjärd și Kimito pentru a forma comuna Kimitoön în 2009

## Y
- Ylämaa – unită cu Lappeenranta în 2010
- Ylihärmä – unită cu Kauhava în 2009
- Ylikiiminki (Överkiminge) – unită cu Oulu în 2009
- Ylistaro – unită cu Seinäjoki în 2009
- Yläne – unită cu Pöytyä în 2009

## Ä
- Äetsä – unită cu Mouhijärvi și Vammala pentru a forma comuna Sastamala în 2009
- Äyräpää – a fost anexată de URSS în 1944
- Äänekosken maalaiskunta (Äänekoski landskommun) – unită cu Äänekoski în 1969

## Ö
- Öja – a devenit parte a comunei Kaarlela în 1969
- Övermark – unită cu Närpes în 1973